# Алберт Ґладстон
Алберт Ґладстон (англ. Albert Gladstone, 28 жовтня 1886 — 2 березня 1967) — британський академічний веслувальник.
Олімпійський чемпіон 1908 року в складі вісімки.